# Triangularia striatispora
Triangularia striatispora är en svampart som beskrevs av Furuya & Udagawa 1976. Triangularia striatispora ingår i släktet Triangularia och familjen Lasiosphaeriaceae.   Inga underarter finns listade i Catalogue of Life.